# Infieles (serie de televisión chilena)
Infieles fue una serie de antología chilena, producida y transmitida por Chilevisión desde 2005 hasta 2015. Protagonizada por distintos actores, principalmente chilenos, salvo contadas excepciones. La serie muestra la vida sexual e infidelidades de las personas.
A partir de 2019, la serie es reestrenada en Chile a través de TV+.

## Argumento
Infieles es una comedia erótica en torno a la infidelidad y a las distintas situaciones que llevan al ser humano a cometerla.

## Elenco

### Invitados
- Felipe Contreras como Aarón / Julio "Tomate" / Alberto "Tito".
- Noelia Arias como Sofía / Cinthia / Glenda.
- Rodrigo Meza como Gerson Miranda Miranda
- Ingrid Isensee como Bernardita
- Julio González Littin como Lucas "Luke".
- Adriana Vacarezza ´´Paula / Matilde
- Tatiana Merino
- María Isabel Indo
- Juan Pablo Sáez
- Catalina Olcay como Rita.
- Renato Munster
- Angie Jibaja como "La Leona"
- Begoña Basauri
- Álvaro Gómez como Nino / Manuel.
- Nicolás Platovsky
- Jazmín Valdés
- Catherine Mazoyer como Irene / Chela.
- Íñigo Urrutia como Pausado blo.
- Alejandro Martínez como Gabriel
- Eduardo Paxeco
- Dominique Lattimore como "Leila"
- Yamila Reyna como Lorna.
- Malucha Pinto
- Daniel González-Muniz
- Cristina Tocco
- Paulo Brunetti
- Constanza Varela
- Philippe Trillat como Cristóbal.
- Carola Oliva
- Remigio Remedy
- Marlen Olivari
- Rolando Valenzuela
- Mónica Carrasco
- Catalina Guerra
- Santiago Tupper
- Cristián Arancibia
- Antonella Ríos
- Carolina Paulsen
- Andrés Reyes
- Ana María Gazmuri
- Pilar Ruiz
- Claudio González
- Claudia Pérez
- Ariel Levy
- Maite Orsini como "Kuki".
- Antonella Orsini
- Ramón Llao
- Álex Rivera
- Lorene Prieto
- Renata Bravo
- Fernando Farías
- Rosa Ramírez
- Carolina Marzán como Claudia.
- César Sepúlveda
- Marcela Osorio
- Adriano Castillo
- Néstor Cantillana
- Loreto Aravena
- Sebastián Layseca
- María Paz Jorquiera
- Pablo Macaya
- Francisca Opazo
- Willy Semler como Rony.
- Soledad Pérez
- Daniela Lhorente
- Pablo Schwarz
- Pamela Villalba
- Fernando Larraín
- Andrea Dellacasa
- Alejandro Goic
- Francisco Gormaz
- María José Pestán
- Fernando Kliche
- Lucila Vit
- Pablo Krögh
- Vanessa Miller
- Daniella Tobar
- Nicolás Brown
- Juan Pablo Flores como Renato.
- Elvira Cristi como Lucia.
- Nabih Chadud
- Leo Rey
- Romina Mena
- Marcela del Valle como Amatista.
- Catalina Aguayo como Javiera / Evelyn.
- Patricia López como Virginia.
- Alejandra Vega
- Jessica Cirio
- Gisela Molinero
- Claudio Olate
- Natalia Grez
- Marcia Sáenz
- Ingrid Parra
- Alfredo Allende
- Pato Pimienta
- José Martínez
- María José León
- Anita Alvarado
- Claudio Reyes como Ricardo "Ricky".
- Cristian Pérez
- Bárbara Ruiz-Tagle
- Alfredo Castro
- Matias Vega como Felipe
- Andrea García Huidobro como Alicia
- Jacqueline Boudon como Teresa Azeca
- Anita Reeves como Olga.
- Grimanesa Jiménez como Rosa.
- Hernan Vallejos como Octavio.
- Paty López Ríos como Claudia.
- Aldo Parodi como Sr. Ledesma.
- Carolina Arredondo como Leni.
- Gonzalo Robles como Don Tito.
- Marío Bustos como Rocha.
- Karla Melo como Carla.
- Pilar Cox como Doña Elena.
- Paola Giannini como Lidia.
- Cristian Quezada como Toño.
- Andrea Munizaga como Mirian.
- Silvia Novak como Madre de Pablo.
- Claudia María Escobar como Auxiliar.
- Daniela Palavecino como "Alondra Pei"
- Paola Lattus
- Ricardo Montt
- Dominique Gallego
- Claudia Pérez
- Violeta Vidaurre como Doña Adelita"
- Luis Wigdorsky como Don Braulio
- Aldo Bernales como Emilio
- Cristián Gajardo

## Emisión internacional
- Estados Unidos: Pasiones
- Puerto Rico: Pasiones
- Paraguay: Canal 13
- Uruguay: Canal 10
- Latinoamérica: Pasiones (2016)